# Zora Palová

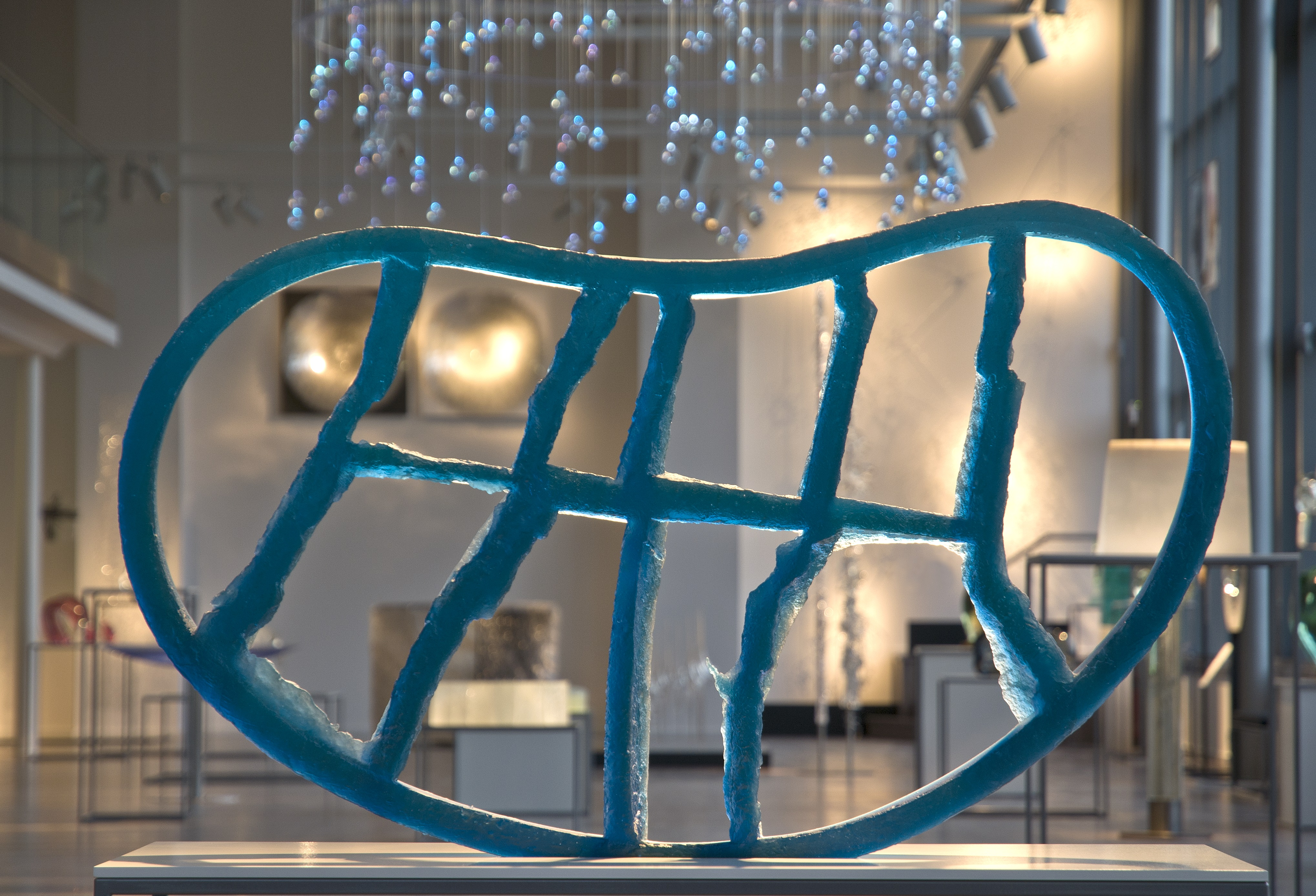
Cscultura "Zelle" de Zora Palová, exposta no Museu Europeu do Vidro Moderno, em Rodental, de 2005.

Zora Palová (1947 – 11 de janeiro de 2025) foi uma artista eslovaca que trabalhou com vidro.

## Biografia
Palová nasceu em Bratislava, na Eslováquia, e lá frequentou a escola de artes aplicadas. Mais tarde, tornou-se professora na escola de arte pública em Nitra e trabalhou como designer antes de voltar à sua cidade natal e retomar os estudos de arte. Ela inicialmente estudou pintura e escultura, mas mudou a sua especialização para estudar arquitectura e vidro.
De 1996 a 2003 foi chefe do departamento de vidro da Universidade de Sunderland, na Inglaterra. Em 2008, recebeu a Comissão Rakow do Corning Museum of Glass, em Nova York.
Morreu em 11 de janeiro de 2025, aos 77 anos.